# Neope kinpingensis
Neope kinpingensis är en fjärilsart som beskrevs av Lee 1962. Neope kinpingensis ingår i släktet Neope och familjen praktfjärilar. Inga underarter finns listade i Catalogue of Life.